# ATP Challenger Sibiu
Das ATP Challenger Sibiu (offizieller Name: Sibiu Open, vorher auch BRD Sibiu Challenger) war ein zwischen 2012 und 2024 stattfindendes Tennisturnier in Sibiu, dem rumänischen Namen von Hermannstadt. Auch für 2025 stand das Turnier zunächst im Kalender, wurde dann aber abgesagt. Es war Teil der ATP Challenger Tour und wurde im Freien auf Sandplatz ausgetragen. Der Lokalmatador Adrian Ungur ist mit zwei Titeln im Einzel sowie einem Titel im Doppel Rekordsieger.

## Bisherige Sieger

### Einzel
| Jahr           | Sieger              | Finalgegner             | Ergebnis      |
| -------------- | ------------------- | ----------------------- | ------------- |
| 2025: abgesagt |                     |                         |               |
| 2024           | Valentin Royer      | Luka Pavlovic           | 6:4, 6:0      |
| 2023           | Nerman Fatić (2)    | Damir Džumhur           | 6:2, 6:4      |
| 2022           | Nerman Fatić (1)    | Damir Džumhur           | 6:3, 6:4      |
| 2021           | Stefano Travaglia   | Thanasi Kokkinakis      | 7:64, 6:2     |
| 2020           | Marc-Andrea Hüsler  | Tomás Martín Etcheverry | 7:5, 6:0      |
| 2019           | Danilo Petrović     | Christopher O’Connell   | 6:4, 6:2      |
| 2018           | Dragoș Dima         | Jelle Sels              | 6:3, 6:2      |
| 2017           | Cedrik-Marcel Stebe | Carlos Taberner         | 6:3, 6:3      |
| 2016           | Robin Haase         | Lorenzo Giustino        | 7:62, 6:2     |
| 2015           | Adrian Ungur (2)    | Pere Riba               | 6:4, 3:6, 7:5 |
| 2014           | Jason Kubler        | Radu Albot              | 6:4, 6:1      |
| 2013           | Jaroslav Pospíšil   | Marco Cecchinato        | 4:6, 6:4, 6:1 |
| 2012           | Adrian Ungur (1)    | Victor Hănescu          | 6:4, 7:61     |

### Doppel
| Jahr           | Sieger                                | Finalgegner                                         | Ergebnis         |
| -------------- | ------------------------------------- | --------------------------------------------------- | ---------------- |
| 2025: abgesagt |                                       |                                                     |                  |
| 2024           | Alexander Merino Christoph Negritu    | Liam Draxl Cleeve Harper                            | 6:2, 7:62        |
| 2023           | Andrew Paulson Michael Vrbenský       | Piotr Matuszewski Kai Wehnelt                       | 6:2, 6:2         |
| 2022           | Ivan Sabanov Matej Sabanov            | Alexander Erler Lucas Miedler                       | 3:6, 7:5, [10:4] |
| 2021           | Alexander Erler Lucas Miedler         | Jamie Cerretani Luca Margaroli                      | 6:3, 6:1         |
| 2020           | Hunter Reese Jan Zieliński            | Robert Galloway Hans Hach Verdugo                   | 6:4, 6:2         |
| 2019           | Sadio Doumbia Fabien Reboul           | Ivan Sabanov Matej Sabanov                          | 6:4, 3:6, [10:7] |
| 2018           | Kevin Krawietz Andreas Mies           | Tomasz Bednarek David Pel                           | 6:4, 6:2         |
| 2017           | Marco Cecchinato Matteo Donati        | Sander Gillé Joran Vliegen                          | 6:3, 6:1         |
| 2016           | Robin Haase Tim Pütz                  | Jonathan Eysseric Tristan Lamasine                  | 6:4, 6:2         |
| 2015           | Victor Crivoi Petru-Alexandru Luncanu | Ilija Bozoljac Dušan Lajović                        | 6:4, 6:3         |
| 2014           | Potito Starace Adrian Ungur           | Alexandru-Daniel Carpen Marius Copil                | 7:5, 6:2         |
| 2013           | Rameez Junaid Philipp Oswald          | Jamie Delgado Jordan Kerr                           | 6:4, 6:4         |
| 2012           | Marin Draganja Lovro Zovko            | Alexandru-Daniel Carpen Cristóbal Saavedra Corvalán | 6:4, 4:6, [11:9] |